# Agapanthia zappii
Agapanthia zappii är en skalbaggsart som beskrevs av Gianfranco Sama 1987. Agapanthia zappii ingår i släktet Agapanthia och familjen långhorningar. Inga underarter finns listade i Catalogue of Life.